# Großer Preis von Spanien 1976
Der Große Preis von Spanien 1976 (offiziell XXII Gran Premio de España) fand am 2. Mai auf dem Circuito Permanente del Jarama in der Nähe von Madrid statt und war das vierte Rennen der Automobil-Weltmeisterschaft 1976.

## Berichte

### Hintergrund

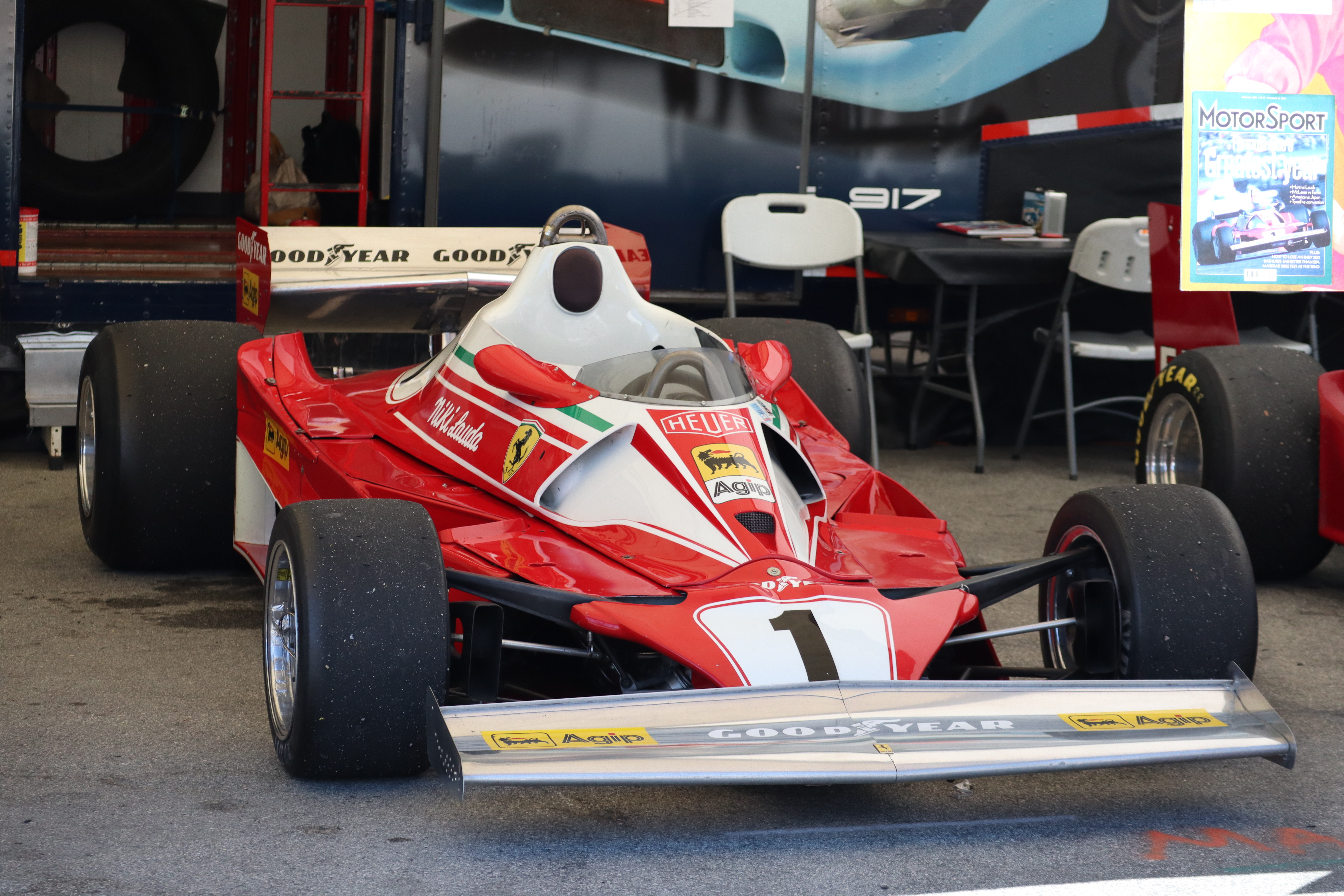
Der Ferrari 312T2

Die Formel 1 startete mit mehreren Regeländerungen in die Europasaison. Diese beinhalteten unter anderem Größenbeschränkungen für die Airbox und den Heckflügel der Rennwagen. Die zuletzt teilweise extrem hoch aufragenden Airboxes gehörten somit der Vergangenheit an. Die Scuderia Ferrari präsentierte als Reaktion auf diese Veränderungen den 312T2, eine Weiterentwicklung des 312T, bei dem die Verbrennungsluft über Einlässe eingesaugt wurde, die sich an den Seiten des Cockpits befanden. Der positive Effekt der Airbox wurde dadurch beibehalten und lediglich den geltenden Regeln angepasst. Ensign präsentierte ebenfalls einen neuen Wagen. Die aufsehenerregendste Neuentwicklung war jedoch der Tyrrell P34, der als erster Formel-1-Rennwagen über sechs Räder verfügte, wobei die vier vorderen lenkbar waren. Patrick Depailler absolvierte den Premiereneinsatz des Wagens, während sein Teamkollege Jody Scheckter mit dem herkömmlichen 007 an den Start ging.
Da das Team Vel’s Parnelli Jones Racing nach dem Grand Prix in Long Beach sein Formel-1-Engagement beendet hatte, war Mario Andretti auf der Suche nach einem neuen Vertrag. Das Team Lotus verpflichtete ihn daraufhin anstelle von Brian Henton als zweiten Stammfahrer neben Gunnar Nilsson.
Das neue Team RAM Racing erschien erstmals und meldete zwei Kunden-Brabham für die beiden Debütanten Loris Kessel und Emilio Zapico. Mit Emilio de Villota am Steuer eines privaten Williams FW04 ergänzte ein weiterer einheimischer Formel-1-Neuling die Meldeliste. Der ehemalige Hauptsponsor von Ensign, das niederländische Unternehmen HB Bewaking Alarm Systems, setzte ein Vorjahresfahrzeug des Typs Ensign N175 unter der Bezeichnung Boro 001 ein und engagierte Larry Perkins als Fahrer.
Das Team Frank Williams Racing Cars trat fortan offiziell unter dem Namen seines immer einflussreicher werdenden Hauptsponsors Walter Wolf Racing an.

### Training
Die Meldeliste umfasste 30 Teilnehmer, von denen nur die 24 Schnellsten des Trainings fürs Rennen zugelassen wurden.
James Hunt sicherte sich die Pole-Position vor Niki Lauda und Patrick Depailler, der im sechsrädrigen Tyrrell zusammen mit McLaren-Pilot Jochen Mass die zweite Startreihe bildete. Es folgten Clay Regazzoni im zweiten Ferrari neben Vittorio Brambilla auf March in Reihe drei sowie Nilsson und Jacques Laffite in der vierten Startreihe.

### Rennen
Lauda gelang es, Hunt vor der ersten Kurve auszubeschleunigen. Brambilla startete ebenfalls sehr gut und nahm den dritten Rang vor Depailler und Mass ein, konnte diesen jedoch nicht dauerhaft verteidigen. Bis zur zwölften Runde fiel er bis hinter Laffite auf den sechsten Rang zurück.
In der 32. Runde übernahm Hunt die Führung von Lauda. Zwei Runden später gelangte auch Mass an dem Österreicher vorbei und bildete dadurch mit seinem Teamkollegen eine McLaren-Doppelführung. Diese bestand bis zur 66. Runde, als Mass aufgrund eines Motorschadens ausfiel. Dadurch gelangte Nilsson, der zuvor bereits um einige Positionen nach vor gekommen war, auf den dritten Rang. Carlos Reutemann und Carlos Pace sicherten dem Brabham-Team mit den Plätzen vier und sechs die ersten Saisonpunkte. Chris Amon beendete das Rennen nach einer souveränen Leistung im neuen Ensign auf dem fünften Rang.
Im Parc fermé wurde die Breite des McLaren M23 von Hunt als nicht regelkonform beurteilt. Der Sieg wurde ihm daraufhin aberkannt. McLaren legte Einspruch gegen die Disqualifikation ein. Zwei Monate später wurde dem Protest stattgegeben und das ursprüngliche Rennergebnis wiederhergestellt.

## Meldeliste
| Team                       | Nr. | Fahrer             | Chassis         | Motor                     | Reifen |
| -------------------------- | --- | ------------------ | --------------- | ------------------------- | ------ |
| Scuderia Ferrari SpA SEFAC | 01  | Niki Lauda         | Ferrari 312T2   | Ferrari 015 3.0 F12       | G      |
| Scuderia Ferrari SpA SEFAC | 02  | Clay Regazzoni     | Ferrari 312T2   | Ferrari 015 3.0 F12       | G      |
| Elf Team Tyrrell           | 03  | Jody Scheckter     | Tyrrell 007     | Ford Cosworth DFV 3.0 V8  | G      |
| Elf Team Tyrrell           | 04  | Patrick Depailler  | Tyrrell P34     | Ford Cosworth DFV 3.0 V8  | G      |
| John Player Team Lotus     | 05  | Mario Andretti     | Lotus 77        | Ford Cosworth DFV 3.0 V8  | G      |
| John Player Team Lotus     | 06  | Gunnar Nilsson     | Lotus 77        | Ford Cosworth DFV 3.0 V8  | G      |
| Martini Racing             | 07  | Carlos Reutemann   | Brabham BT45    | Alfa Romeo 115-12 3.0 F12 | G      |
| Martini Racing             | 08  | Carlos Pace        | Brabham BT45    | Alfa Romeo 115-12 3.0 F12 | G      |
| Beta Team March            | 09  | Vittorio Brambilla | March 761       | Ford Cosworth DFV 3.0 V8  | G      |
| March Engineering          | 10  | Ronnie Peterson    | March 761       | Ford Cosworth DFV 3.0 V8  | G      |
| March Engineering          | 34  | Hans-Joachim Stuck | March 761       | Ford Cosworth DFV 3.0 V8  | G      |
| Ovoro Team March           | 35  | Arturo Merzario    | March 761       | Ford Cosworth DFV 3.0 V8  | G      |
| Marlboro Team McLaren      | 11  | James Hunt         | McLaren M23     | Ford Cosworth DFV 3.0 V8  | G      |
| Marlboro Team McLaren      | 12  | Jochen Mass        | McLaren M23     | Ford Cosworth DFV 3.0 V8  | G      |
| Shadow Racing Team         | 16  | Tom Pryce          | Shadow DN5B     | Ford Cosworth DFV 3.0 V8  | G      |
| Shadow Racing Team         | 17  | Jean-Pierre Jarier | Shadow DN5B     | Ford Cosworth DFV 3.0 V8  | G      |
| Team Surtees               | 18  | Brett Lunger       | Surtees TS19    | Ford Cosworth DFV 3.0 V8  | G      |
| Team Surtees               | 19  | Alan Jones         | Surtees TS19    | Ford Cosworth DFV 3.0 V8  | G      |
| Walter Wolf Racing         | 20  | Jacky Ickx         | Williams FW05   | Ford Cosworth DFV 3.0 V8  | G      |
| Walter Wolf Racing         | 21  | Michel Leclère     | Williams FW05   | Ford Cosworth DFV 3.0 V8  | G      |
| Team Ensign                | 22  | Chris Amon         | Ensign N176     | Ford Cosworth DFV 3.0 V8  | G      |
| Hesketh Racing             | 24  | Harald Ertl        | Hesketh 308D    | Ford Cosworth DFV 3.0 V8  | G      |
| Mapfre-Williams            | 25  | Emilio Zapico      | Williams FW04   | Ford Cosworth DFV 3.0 V8  | G      |
| Ligier Gitanes             | 26  | Jacques Laffite    | Ligier JS5      | Matra MS73 3.0 V12        | G      |
| Citibank Team Penske       | 28  | John Watson        | Penske PC3      | Ford Cosworth DFV 3.0 V8  | G      |
| Copersucar-Fittipaldi      | 30  | Emerson Fittipaldi | Copersucar FD04 | Ford Cosworth DFV 3.0 V8  | G      |
| Copersucar-Fittipaldi      | 31  | Ingo Hoffmann      | Copersucar FD04 | Ford Cosworth DFV 3.0 V8  | G      |
| RAM Racing                 | 32  | Loris Kessel       | Brabham BT44B   | Ford Cosworth DFV 3.0 V8  | G      |
| RAM Racing                 | 33  | Emilio de Villota  | Brabham BT44B   | Ford Cosworth DFV 3.0 V8  | G      |
| HB Bewaking Alarm Systems  | 37  | Larry Perkins      | Boro 001        | Ford Cosworth DFV 3.0 V8  | G      |

## Klassifikationen

### Startaufstellung
| Pos. | Fahrer             | Konstrukteur       | Zeit    | Ø-Geschwindigkeit | Start |
| ---- | ------------------ | ------------------ | ------- | ----------------- | ----- |
| 01   | James Hunt         | McLaren-Ford       | 1:18,52 | 156,067 km/h      | 01    |
| 02   | Niki Lauda         | Ferrari            | 1:18,84 | 155,434 km/h      | 02    |
| 03   | Patrick Depailler  | Tyrrell-Ford       | 1:19,11 | 154,903 km/h      | 03    |
| 04   | Jochen Mass        | McLaren-Ford       | 1:19,14 | 154,845 km/h      | 04    |
| 05   | Clay Regazzoni     | Ferrari            | 1:19,15 | 154,825 km/h      | 05    |
| 06   | Vittorio Brambilla | March-Ford         | 1:19,27 | 154,591 km/h      | 06    |
| 07   | Gunnar Nilsson     | Lotus-Ford         | 1:19,35 | 154,435 km/h      | 07    |
| 08   | Jacques Laffite    | Ligier-Matra       | 1:19,39 | 154,357 km/h      | 08    |
| 09   | Mario Andretti     | Lotus-Ford         | 1:19,59 | 153,969 km/h      | 09    |
| 10   | Chris Amon         | Ensign-Ford        | 1:19,83 | 153,506 km/h      | 10    |
| 11   | Carlos Pace        | Brabham-Alfa Romeo | 1:19,93 | 153,314 km/h      | 11    |
| 12   | Carlos Reutemann   | Brabham-Alfa Romeo | 1:20,12 | 152,951 km/h      | 12    |
| 13   | John Watson        | Penske-Ford        | 1:20,17 | 152,855 km/h      | 13    |
| 14   | Jody Scheckter     | Tyrrell-Ford       | 1:20,19 | 152,817 km/h      | 14    |
| 15   | Jean-Pierre Jarier | Shadow-Ford        | 1:20,21 | 152,779 km/h      | 15    |
| 16   | Ronnie Peterson    | March-Ford         | 1:20,34 | 152,532 km/h      | 16    |
| 17   | Hans-Joachim Stuck | March-Ford         | 1:20,40 | 152,418 km/h      | 17    |
| 18   | Arturo Merzario    | March-Ford         | 1:20,63 | 151,983 km/h      | 18    |
| 19   | Emerson Fittipaldi | Copersucar-Ford    | 1:20,71 | 151,832 km/h      | 19    |
| 20   | Alan Jones         | Surtees-Ford       | 1:20,87 | 151,532 km/h      | 20    |
| 21   | Jacky Ickx         | Wolf-Williams-Ford | 1:21,13 | 151,046 km/h      | 21    |
| 22   | Tom Pryce          | Shadow-Ford        | 1:21,19 | 150,935 km/h      | 22    |
| 23   | Michel Leclère     | Wolf-Williams-Ford | 1:21,29 | 150,749 km/h      | 23    |
| 24   | Larry Perkins      | Boro-Ford          | 1:21,52 | 150,324 km/h      | 24    |
| DNQ  | Brett Lunger       | Surtees-Ford       | 1:21,96 | 149,517 km/h      | –     |
| DNQ  | Loris Kessel       | Brabham-Ford       | 1:22,05 | 149,353 km/h      | –     |
| DNQ  | Emilio Zapico      | Williams-Ford      | 1:22,22 | 149,044 km/h      | –     |
| DNQ  | Emilio de Villota  | Brabham-Ford       | 1:22,89 | 147,839 km/h      | –     |
| DNQ  | Harald Ertl        | Hesketh-Ford       | 1:22,92 | 147,786 km/h      | –     |
| DNQ  | Ingo Hoffmann      | Copersucar-Ford    | 1:53,12 | 108,331 km/h      | –     |

### Rennen
| Pos. | Fahrer             | Konstrukteur       | Runden | Stopps | Zeit       | Start | Schnellste Runde |
| ---- | ------------------ | ------------------ | ------ | ------ | ---------- | ----- | ---------------- |
| 01   | James Hunt         | McLaren-Ford       | 75     | 0      | 1:42:20,43 | 01    | 1:21,07          |
| 02   | Niki Lauda         | Ferrari            | 75     | 0      | + 30,97    | 02    | 1:21,26          |
| 03   | Gunnar Nilsson     | Lotus-Ford         | 75     | 0      | + 48,02    | 07    | 1:21,41          |
| 04   | Carlos Reutemann   | Brabham-Alfa Romeo | 74     | 0      | + 1 Runde  | 12    | 1:22,17          |
| 05   | Chris Amon         | Ensign-Ford        | 74     | 0      | + 1 Runde  | 10    | 1:21,54          |
| 06   | Carlos Pace        | Brabham-Alfa Romeo | 74     | 0      | + 1 Runde  | 11    | 1:21,91          |
| 07   | Jacky Ickx         | Wolf-Williams-Ford | 74     | 0      | + 1 Runde  | 21    | 1:22,15          |
| 08   | Tom Pryce          | Shadow-Ford        | 74     | 0      | + 1 Runde  | 22    | 1:22,25          |
| 09   | Alan Jones         | Surtees-Ford       | 74     | 0      | + 1 Runde  | 20    | 1:22,13          |
| 10   | Michel Leclère     | Wolf-Williams-Ford | 73     | 0      | + 2 Runden | 23    | 1:23,34          |
| 11   | Clay Regazzoni     | Ferrari            | 72     | 1      | + 3 Runden | 05    | 1:21,44          |
| 12   | Jacques Laffite    | Ligier-Matra       | 72     | 1      | + 3 Runden | 08    | 1:21,35          |
| 13   | Larry Perkins      | Boro-Ford          | 72     | 0      | + 3 Runden | 24    | 1:22,80          |
| –    | Jochen Mass        | McLaren-Ford       | 65     | 0      | DNF        | 04    | 1:20,93 (52.)    |
| –    | Jean-Pierre Jarier | Shadow-Ford        | 61     | 0      | DNF        | 15    | 1:21,96          |
| –    | Jody Scheckter     | Tyrrell-Ford       | 53     | 0      | DNF        | 14    | 1:22,09          |
| –    | John Watson        | Penske-Ford        | 51     | 0      | DNF        | 13    | 1:22,37          |
| –    | Arturo Merzario    | March-Ford         | 36     | 1      | DNF        | 18    | 1:22,42          |
| –    | Mario Andretti     | Lotus-Ford         | 34     | 0      | DNF        | 09    | 1:21,64          |
| –    | Patrick Depailler  | Tyrrell-Ford       | 25     | 0      | DNF        | 03    | 1:21,23          |
| –    | Vittorio Brambilla | March-Ford         | 21     | 0      | DNF        | 06    | 1:22,00          |
| –    | Hans-Joachim Stuck | March-Ford         | 16     | 0      | DNF        | 17    | 1:23,28          |
| –    | Ronnie Peterson    | March-Ford         | 16     | 0      | DNF        | 16    | 1:22,99          |
| –    | Emerson Fittipaldi | Copersucar-Ford    | 3      | 0      | DNF        | 19    | 1:24,81          |

## WM-Stände nach dem Rennen
Die ersten sechs des Rennens bekamen 9, 6, 4, 3, 2 bzw. 1 Punkt(e). Es zählten nur die besten sieben Ergebnisse aus den ersten acht Rennen und die besten sieben Ergebnisse aus den letzten acht Rennen. In der Konstrukteurswertung zählte nur das Ergebnis des bestplatzierten Fahrers eines Teams.

### Fahrerwertung
| Pos. | Fahrer             | Konstrukteur               | Punkte |
| ---- | ------------------ | -------------------------- | ------ |
| 01   | Niki Lauda         | Ferrari                    | 30     |
| 02   | James Hunt         | McLaren-Ford               | 15     |
| 03   | Patrick Depailler  | Tyrrell-Ford               | 10     |
| 04   | Clay Regazzoni     | Ferrari                    | 9      |
| 05   | Jochen Mass        | McLaren-Ford               | 7      |
| 06   | Jody Scheckter     | Tyrrell-Ford               | 5      |
| 07   | Tom Pryce          | Shadow-Ford                | 4      |
| 08   | Gunnar Nilsson     | Lotus-Ford                 | 4      |
| 09   | Carlos Reutemann   | Brabham-Alfa Romeo         | 3      |
| 10   | Hans-Joachim Stuck | March-Ford                 | 3      |
| 11   | Jacques Laffite    | Ligier-Matra               | 3      |
| 12   | Chris Amon         | Ensign-Ford                | 2      |
| 13   | John Watson        | Penske-Ford                | 2      |
| 14   | Mario Andretti     | Lotus-Ford / Parnelli-Ford | 1      |
| 15   | Emerson Fittipaldi | Copersucar-Ford            | 1      |
| 16   | Carlos Pace        | Brabham-Alfa Romeo         | 1      |

| Pos. | Fahrer             | Konstrukteur            | Punkte |
| ---- | ------------------ | ----------------------- | ------ |
| 17   | Jean-Pierre Jarier | Shadow-Ford             | 0      |
| 18   | Jacky Ickx         | Wolf-Williams-Ford      | 0      |
| 19   | Vittorio Brambilla | March-Ford              | 0      |
| 20   | Renzo Zorzi        | Wolf-Williams-Ford      | 0      |
| 21   | Alan Jones         | Surtees-Ford            | 0      |
| 22   | Bob Evans          | Lotus-Ford              | 0      |
| 23   | Ronnie Peterson    | Lotus-Ford / March-Ford | 0      |
| 24   | Michel Leclère     | Wolf-Williams-Ford      | 0      |
| 25   | Ingo Hoffmann      | Copersucar-Ford         | 0      |
| 26   | Brett Lunger       | Surtees-Ford            | 0      |
| 27   | Larry Perkins      | Boro-Ford               | 0      |
| 28   | Lella Lombardi     | March-Ford              | 0      |
| 29   | Harald Ertl        | Hesketh-Ford            | 0      |
| –    | Ian Ashley         | B.R.M.                  | 0      |
| –    | Ian Scheckter      | Tyrrell-Ford            | 0      |
| –    | Arturo Merzario    | March-Ford              | 0      |

### Konstrukteurswertung
| Pos. | Konstrukteur       | Punkte |
| ---- | ------------------ | ------ |
| 01   | Ferrari            | 33     |
| 02   | McLaren-Ford       | 18     |
| 03   | Tyrrell-Ford       | 13     |
| 04   | Lotus-Ford         | 4      |
| 05   | Shadow-Ford        | 4      |
| 06   | Brabham-Alfa Romeo | 3      |
| 07   | Ligier-Matra       | 3      |
| 08   | March-Ford         | 3      |
| 09   | Ensign-Ford        | 2      |

| Pos. | Konstrukteur       | Punkte |
| ---- | ------------------ | ------ |
| 10   | Penske-Ford        | 2      |
| 11   | Parnelli-Ford      | 1      |
| 12   | Copersucar-Ford    | 1      |
| 13   | Wolf-Williams-Ford | 0      |
| 14   | Surtees-Ford       | 0      |
| 15   | Hesketh-Ford       | 0      |
| 16   | Boro-Ford          | 0      |
| –    | B.R.M.             | 0      |